# Wuppertaler Arbeitskreis
Der Wuppertaler Arbeitskreis war eine von 1937 bis 1944 bestehende Künstlergruppe um den Chemiker und Lackfabrikanten Kurt Herberts in Wuppertal. In dem eigens gegründeten Maltechnikum untersuchten die Mitglieder der Gruppe die Möglichkeiten firmeneigener Lacke.

## Geschichte
Während der Zeit des Nationalsozialismus beschäftigte Kurt Herberts die als „entartet“ geächteten Künstler Oskar Schlemmer und Willi Baumeister sowie den Architekten und Maler Franz Krause und schützte sie so vor dem Zugriff der Gestapo. Sie bildeten den „Wuppertaler Arbeitskreis“ und erledigten als Angestellte für Herberts „kunstaffine Aufgaben“. Die gestaltungs- und maltechnologischen Experimente an Tarnfarben für die Rüstungsindustrie, die Herberts von Baumeister, Schlemmer, Krause und anderen durchführen ließ, hatte er in seiner Eigenschaft als Wehrwirtschaftsführer 1939 als „kriegswichtig“ einstufen lassen.
In dem 1940 von Herberts eingerichteten interdisziplinären „Maltechnikum“ am Döppersberg 24 in Wuppertal-Elberfeld, zu dem auch eine Bibliothek und eine malstoffkundliche Sammlung zur Technologie und Geschichte der Malerei gehörten, betrieben sie Malstudien, mit denen die künstlerischen Anwendungsmöglichkeiten moderner Farbstoffe erforscht, demonstriert und die Ergebnisse publiziert werden sollten. Ab 1938 erschien unter Herberts’ Namen eine Schriftenreihe zur Geschichte der Maltechnik.
Sie schufen Lackobjekte und mit der maltechnischen Versuchsreihe „Modulation und Patina“ eine Reihe von Kunstwerken, die bis heute Gültigkeit hat und viele Elemente des späteren Abstrakten Expressionismus und der Informellen Kunst vorwegnahm. Das Maltechnikum wurde bei einem Luftangriff auf Wuppertal-Elberfeld 1943 zerstört, wobei auch der größte Teil der Versuchstafeln verloren ging. 13 verbliebene Tafeln sind seit 2009 im Hörsaalzentrum des Campus Freudenberg der Bergischen Universität Wuppertal ausgestellt, andere gehören zur Sammlung des Kunstmuseums Stuttgart.